# Egliswil
Egliswil is een gemeente en plaats in het Zwitserse kanton Aargau en maakt deel uit van het district Lenzburg.
Egliswil telt 1.326 inwoners.